# رینو (برندنبورگ)
شهر رینو (به آلمانی: Rhinow) در ایالت برندنبورگ در کشور آلمان واقع شده‌است.